# Kék (megszűnt település)
Kék a mai Balatonfüred területén volt középkori magyar település. Nevét a Kéki-völgy, Kéki-forrás, Kéki-dűlő, Kéki-patak helynevek őrzik a környéken. Történetét, különös tekintettel az ottani birtokok tulajdonviszonyaira, viszonylag bőséges okleveles forrásokból ismerhetjük meg, mivel sok per folyt az ottani birtokok tulajdonjogát illetően a feudális nagybirtokosok között. A tihanyi apátság birtokai között tűnik fel a korai magyar középkorban, jobbágyai foglalkozás szerint torlók (exequiales) voltak, azaz a temetkezésekben működtek közre és a halotti torokat rendezték.

## Elnevezése
Neve valószínűleg a színnévből keletkezhetett, amelynek a régi magyar nyelvben „zöld” jelentése is volt. Vagy a tájra vonatkozott, vagy eredetileg (kék szemű emberre utaló) személynév volt, mivel a 13. századból ismeretes ilyen magyar személynév.

## Birtoktörténet
A tihanyi bencések füredi birtokai között Kéket is szerepelteti az 1093-as (hamis) és az 1211-es hiteles összeírás. Az utóbbi név szerint felsorolja a Kék faluban (in villa Kecu) élő torlókat (exequiales), mintegy 20 személyt, illetve apát fiaival. Ők évente egy hordó borral, 1 ökörrel és 100 kenyérrel szolgáltak. 1268-ban Jeromos tihanyi apát (1264-1271) egy magtalanul és végrendelet nélkül elhunyt torlójuk, Csenőd unokája, Cemma fia Buzurnak Kék faluban lévő birtokát a többi torlóknak engedte át.
A 13. és a 14. századból számos további okirat maradt fenn a birtokviszonyokról és azok változásairól, vitákról, pereskedésekről. Kéken királyi és királynéi jobbágyok (omnium iobagionum reginalium de Keek) is voltak. Ez leginkább Károly Róbert 1323. május 23-i okleveléből ismeretes, amivel a korábban királyi és királynéi jog címén lefoglalt veszprémi püspöki birtokokat visszaszolgáltatta Henrik püspöknek. Így 1323-ban valószínűleg megszűnt a királyi és királynéi birtoklás Kéken. Eltűntek a birtokosok közül a somogyvári és a szerencsi bencések s a rátóti premontreiek is. A legjelentősebb birtokosokká a tihanyi monostor és a veszprémi egyház vált, de világi nemeseknek is maradtak itt birtokaik.

## Kék temploma
Kék templomáról nem maradt fenn középkori dokumentum, de az épület romja a 20. század elejéig létezett. A II. József-kori (1780-1790) katonai felmérés térképe "A(lte) K(irche)" (régi templom) jelzéssel, a patak bal partján tüntette fel a romot. Egy 1828-as térképen szintén szerepel a templomrom a László- és a Metze-hegy között.
Rómer Flóris még látta a romokat, és 1861 őszén azt is feljegyezte, hogy a Füredről északkeleti irányba vezető utat "Egyház útjának" nevezték a lakosok. Vázlatot is készített a dombocskán állt templom alaprajzáról. Pesty Frigyes 1864-es adatai szerint a templom alapfalai egy Bedegi nevű birtokos szántóföldjén voltak. Rhé Gyula 1924-ben azt írta, hogy a maradványokat az 1900-as évek elején bontották el. A lelőhelyen középkori cseréptöredékeket talált. Egy 1965-ös terepbejárás során Németh Péter és Torma István régészek a templom helyét már nem találták meg.
Papjait több okirat is említette a 14. században. A fehérvári káptalan például 1357. augusztus 24-én egy perben készült jelentésében megemlíti Zeuke (Szőke) kéki pap nevét.